# Rodolfo Rodríguez
Rodolfo Sergio Rodríguez Rodríguez (* 20. ledna 1956, Montevideo) je bývalý uruguayský fotbalový brankář.

## Hráčská kariéra
Rodolfo Rodríguez hrál na postu brankáře za CA Cerro, Nacional Montevideo, Santos FC, Sporting Lisabon, Portuguesu a Esporte Clube Bahia.
Za Uruguay hrál 78 zápasů. Byl na MS 1986.

## Úspěchy
Nacional
- Uruguayská liga: 1977, 1980, 1983
- Copa Libertadores: 1980
- Interkontinentální pohár: 1980

Santos
- Campeonato Paulista: 1984

Bahia
- Campeonato Baiano: 1993, 1994

Uruguay
- Copa de Oro: 1980/81
- Copa América: 1983